# Hans Henrik von Liewen den äldre
Hans Henrik von Liewen den äldre, född 1664 i Estland, död 25 mars 1733 i Stockholm, var en svensk greve, riksråd och general. Han var kusin till Bernhard von Liewen.

## Biografi
von Liewen föddes 1664 i Estland. Han var son till översten friherre Bernhard Otto Liwe vid Åbo läns kavalleriregemente och Elisabet Gertrud Wrangel, av huset Ellistfer.
Liewen tjänade 1688-1698 vid de svenska grupperna i Holland, blev överstelöjtnant i svensk tjänst 1700, överste 1703 och generalmajor vid infanteriet 1710. Han blev generallöjtnant och direktör vid amiralitetet i Karlskrona 1714 och riksråd 1719. Sistnämnda år upphöjdes han också i grevligt stånd. Liewen utmärkte sig vid flera tillfällen under kriget i Östersjöprovinserna och sändes 1713 av rådet till Turkiet för att ge kungen en skildring av rikets tillstånd och förmå honom att återvända. Under denna tid fick kungen förtroende för honom och blev välvilligt inställd till honom och han fick, trots att han saknade sjömanserfarenheter, uppdraget att förvalta flottans ekonomi och driva upprustningen av flottan, vilken kungen var missnöjd med. Liewen var liten och oansenlig till det yttre och blev känd för sin frispråkighet gentemot kungen.

### Egendom
von Liewen var greve och herre till Runsa slott i Eds socken.

### Familj
von Liewen gifte sig görsta gången 5 mars 1699 i Reval med Catharina Elisabet Yxkull (död 1701), av huset Mecks, dotter till lantrådet Berend Johan Yxkull i Livland.
von Liewen gifte sig andra gången 24 september 1702 i Reval med Magdalena Juliana von Tiesenhausen, dotter till översten Hans Henrik von Tiesenhausen till Erla. De fick tillsammans barnen Hans Henrik von Liewen (1704–1781), Otto von Liewen (född 1705), Gertrud Elisabet von Liewen (1707–1765) som var gift med godsägaren Malte Ramel, Volmar von Liewen, kammarfröken Henrika Juliana von Liewen (1710–1779) som var gift med överintendenten Carl Hårleman, översten Carl Fredrik von Liewen (1721–1763) vid prins Fredrik Adolfs regemente och Anna Christina von Liewen (1723–1784).